# Кристоф II фон Баден-Родемахерн
Кристоф II фон Баден-Родемахерн (на немски: Christoph II von Baden-Rodemachern; * 26 февруари 1537; † 2 август 1575, Родемахерн) е маркграф на Баден-Родемахерн (1556 – 1575).

## Живот
Той е вторият син на маркграф Бернхард III фон Баден-Баден († 29 юни 1536) и съпругата му Франциска Люксембургска († 17 юни 1566), графиня на Бриен и Люксембург-Лини, дъщеря на граф Карл I Люксембургски. Кристоф е роден след смъртта на баща му.
Кристоф II става пълнолетен през 1556 г. и отстъпва правата си върху Баден-Баден на по-големия си брат Филиберт за годишна рента от 4000 гулдена и получава като апанаж маркграфството Баден-Родемахерн, с което основава своя странична линия на фамилията Баден-Баден. Той започва да пътува. През 1557 г. той е в Нидерландия, през 1561 г. отива в Швеция, където през 1564 г. се жени за сестра на крал Ерик XIV от Швеция. Той се връща в Родемахерн, строи един дворец и води разточителен двор. През 1565 г. той отива в Лондон, където е приет с почести от кралица Елизабет I. Там прави задължения и се връща през 1566 г. През 1566 г. той наследява господства. Прави големи задължения и отива в Швеция и се бие против Дания. След дълги години той се връща в Германия и умира през 1575 г. Малолетният му син Едуард Фортунат го последва.

## Фамилия
Маркграф Кристоф II се жени на 11 ноември 1564 г. за принцеса Сесилия Васа (* 6 ноември 1540, † 27 януари 1627), дъщеря на крал Густав I от Швеция. Двамата имат децата:
- Едуард Фортунат (1565 – 1600), маркграф на Баден-Родемахерн и след това на Баден-Баден
- Кристоф Густав (1566 – 1609)
- Филип III (1567 – 1620), маркграф на Баден-Родемахерн
- Карл (1569 – 1590)
- Бернхард (1570 – 1571)
- Йохан Карл (1572 – 1599), Малтийски рицар